# Pisístrato
Pisístrato (em grego Πεισίστρατος, translit.  Pissístratos), (ca. 600 a.C. – 528 a.C. (ou 527 a.C.)) foi um tirano da antiga Atenas que governou entre 546 a.C. e 527 a.C.. Pisístrato pertencia à aristocracia e era natural de Brauron, no norte da Ática, sendo filho de um homem chamado Hipócrates. Hipócrates dizia-se descendente dos exilados de Pilos, os filhos de Neleu, que vieram para Atenas junto com Melanto; o nome Pisístrato é uma homenagem a Pisístrato, filho de Nestor. Sua mãe era prima da mãe de Sólon, figura que promoveu reformas políticas e concedeu a Atenas um código de leis, numa tentativa de resolver os conflitos sociais, o que se revelou insuficiente.
Pisístrato conquistou a fama por ter tomado um porto controlado por Mégara, pólis com a qual Atenas havia travado uma guerra.
Politicamente, Atenas encontrava-se nessa época dividida em duas facções: a da "planície", de tendência conservadora, constituída pelos eupátridas latifundários e liderada por Licurgo, e a da "costa", composta por mercadores e chefiada por Megacles. Písistrato criou uma terceira facção, a dos "montanheses", onde se incluíam elementos aristocráticos, mas também a população desfavorecida do meio urbano e camponês.
Segundo Heródoto, Pisístrato simulou um ataque, entrando na ágora de Atenas com feridas que fez em si próprio, mas que ele afirmou terem sido feitas por seus inimigos, que o teriam tentado matar. Graças a essa encenação, Pisístrato conseguiu convencer os atenienses a conceder-lhe uma guarda pessoal, algo que na época não era permitido, dado que o seu detentor poderia apoderar-se da cidade. Ainda de acordo com Heródoto, Sólon, já então de idade avançada, teria aconselhado os atenienses a não lhe concederem a guarda.
Foi com essa guarda pessoal que Pisístrato conquistou em 560 a.C. a Acrópole, instalando a sua tirania. Contudo, seu governo seria efémero, dado que em 559 a.C. Pisístrato foi derrubado pelas duas facções, tendo abandonado a cidade.
Quando Megacles se desentendeu com sua facção e com a facção da "Planície", esse decidiu aliar-se a Pisístrato, desde que esse casasse com sua filha. De acordo com Heródoto, o regresso de Pisístrato a Atenas foi conseguido através de um golpe teatral. Písistrato teria se apresentado às portas de Atenas acompanhado por um carro sobre o qual se encontrava uma bela mulher vestida como a deusa Atena. Os arautos que antecediam o carro anunciaram para a população que a deusa Atena vinha restaurar Pisístrato no poder; o povo acreditou e Pisístrato conquistou novamente o governo.
Quer se trate de relato verídico ou de anedota recolhida pelo historiador, Pisístrato governaria por um ano (entre 556 e 555 a.C.), mas quando Megacles e Licurgo reconciliaram-se e expulsaram-no da cidade.
Pisístrato partiu para o norte da Grécia, onde se envolveu no negócio de exploração da prata. Com a riqueza que adquiriu nessa actividade conseguiu formar um exército de mercenários. Em 546 a.C. esse exército partiu de Erétria para Maratona, onde a família de Pisístrato tinha simpatizantes. No caminho para Atenas, Pisístrato e seu exército derrotaram o exército ateniense. A cidade caiu então sob seu poder. Pisístrato governaria Atenas nos seguintes 19 anos, até sua morte por causa natural em 527 a.C.

## Modernização da agricultura
Pisístrato tomou uma série de medidas na agricultura, comércio e indústria que em muito contribuíram para a prosperidade de Atenas, até então uma cidade de pouca importância, quando comparada com Mileto e Éfeso.
As leis e as formas moderadas da constituição de Sólon seriam preservadas. Assim, os órgãos de Atenas (Assembleia, Bulé e Tribunais da Helieia) mantiveram-se em funcionamento, embora deva ser referido que os cargos foram ocupados por simpatizantes de Pisístrato.
Como era habitual nos tiranos, Pisístrato procura proteger as classes desfavorecidas que o conduziram ao poder, isentando os mais pobres do pagamento de impostos. A estes concede igualmente empréstimos e terras. Pisístrato incentivou o cultivo da oliveira, que fornecia o azeite, umas das principais exportações de Atenas.
No campo artístico e cultural, Pisístrato ordenou a construção do propileu na Acrópole de Atenas, tendo sido reconstruído o templo de Atena. Data também da sua época o início dos trabalhos do templo de Zeus Olímpico, que contudo só seriam concluídos sete séculos depois, no tempo do imperador romano Adriano. Durante o seu tempo a cerâmica de figuras negras de Atenas atingiu o seu esplendor, tendo atingido locais como a Jónia, Chipre, Síria e Península Ibérica. Atribui-se também a este tirano a compilação da Ilíada e da Odisseia, até então conhecidas através de episódios fragmentados, e a construção de uma biblioteca pública. A recitação de poesia seria incluída no festival das Panateneias.
No domínio da religião, colocou o santuário de Deméter em Elêusis sob tutela do estado ateniense e ordenou a construção do Telestério. Institui novos festivais como as Grandes e as Pequenas Dionísias; por volta de 534 a.C., as Grandes Dionísas passaram a incluir um concurso de tragédias.